# Banmankhi Bazar
Banmankhi Bazar è una città dell'India di 25.183 abitanti, situata nel distretto di Purnia, nello stato federato del Bihar. In base al numero di abitanti la città rientra nella classe III (da 20.000 a 49.999 persone).

## Geografia fisica
La città è situata a 25° 52' 60 N e 87° 10' 60 E e ha un'altitudine di 37 m s.l.m..

## Società

### Evoluzione demografica
Al censimento del 2001 la popolazione di Banmankhi Bazar assommava a 25.183 persone, delle quali 13.816 maschi e 11.367 femmine. I bambini di età inferiore o uguale ai sei anni assommavano a 4.529, dei quali 2.385 maschi e 2.144 femmine. Infine, coloro che erano in grado di saper almeno leggere e scrivere erano 13.090, dei quali 8.379 maschi e 4.711 femmine.